# Операція «Кросроудс»
Операція «Кросроудс» (англ. Operation Crossroads — «перехрестя») — ядерні випробування, проведені США на атолі Бікіні в середині 1946 року. Метою випробувань було дослідження впливу ядерної зброї на військовий корабель.
Це були перші ядерні випробування після Триніті в липні 1945 та бомбардування японських міст Хіросіми та Наґасакі у серпні 1945.
Випробування Crossroads були першими із багатьох ядерних випробувань проведених на Маршаллових островах, і першими, що були оголошені заздалегідь, і на які були запрошені сторонні спостерігачі, серед яких велика кількість представників преси.
Перше випробування називалося Able. Бомба мала назву Гільда на честь персонажу фільму «Гільда» (1946) у виконанні відомої акторки Ріти Гейворт і була скинута із літака B-29 Superfortress 1 липня 1946 року. Вона вибухнула на висоті 158 метрів над ціллю у вигляді кораблів і завдала їм менше пошкоджень ніж очікувалося, оскільки не потрапила в цільову точку із відхиленням в 649 метрів. Друге випробування називалося Бейкер. Бомба мала назву Гелен з Бікіні, вона вибухнула на глибині 27 метрів 25 липня 1946. Радіоактивний водяний пил викликав масштабне забруднення. Третій підводний вибух під назвою Чарлі був запланований на 1947, але був скасований через неможливість дезактивувати цільові кораблі після випробування Бейкер. В кінцевому рахунку було підірвано лише дев'ять кораблів, інші були утилізовані. Чарлі був перепланований і відбувся як операція «Wigwam» — глибоководний вибух, проведений 1955 року біля берегів Каліфорнії.
Мешканці атолу Бікіні були евакуйовані за їх згодою до атолу Ронгерік на борту LST-861. В 1950-х, серія великих термоядерних випробувань призвела до того, що Бікіні став непридатним для натурального сільського господарства і рибальства через радіоактивне забруднення. Станом на 2015 р. Бікіні залишається ненаселеним, хоча його випадково навідують дайвери.

## Передісторія
Випробувати ядерну зброю проти військових кораблів вперше було запропоновано 16 серпня 1945 Льюїсом Штраусом, майбутнім головою Комісії з атомної енергії США. У службовій записці секретарю ВМС США Джеймсу Форрестолу, Штраус писав: «Якщо не провести такий тест, будуть розмови про те, що флот є застарілим перед лицем нової зброї і це перешкоджатиме асигнуванням зберегти повоєнний флот у тих розмірах в яких він зараз планувався.» Маючи лише декілька бомб, він запропонував розмістити велику кількість цілей широко розкиданих по площі. На чверть століття раніше, в 1921, ВМС США мали досить поганий досвід з практики зв'язків з громадськістю, коли бомбардувальники генерала Біллі Мітчелла потопили усі цільові кораблі, які ВМС США надали для випробування кораблів проти дії бомб, що називався «Project B». Тест Страуса розроблявся аби продемонструвати витривалість кораблів.

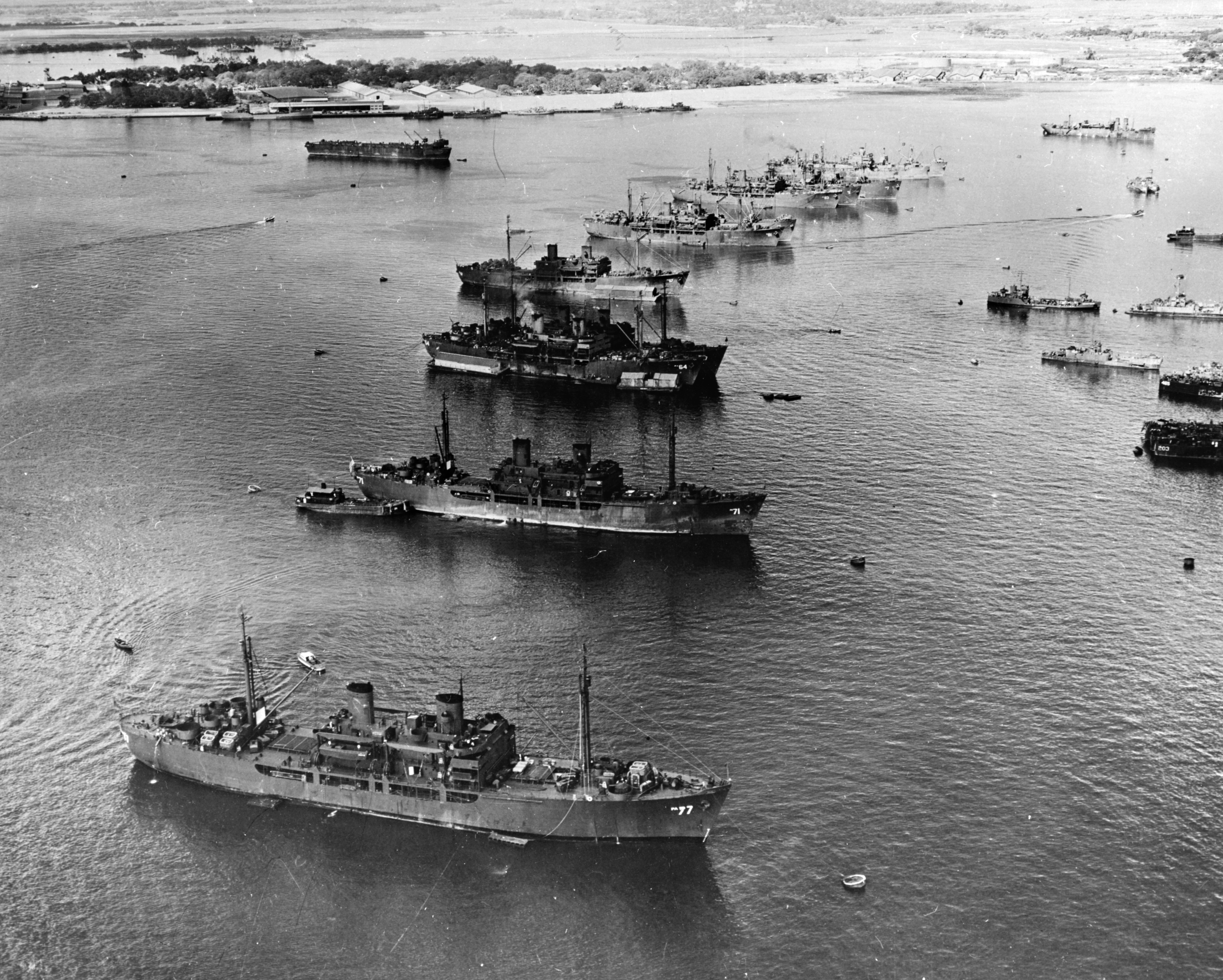
Потенційні кораблі мішені для проведення операції Кросроудс зібрані в Перл-Гарборі 27 лютого 1946.

Дев'ять днів по тому сенатор Брієнн Мак-Махон зробив першу публічну пропозицію щодо здійснення такого тесту, але із наміром продемонструвати уразливість, а не живучість, кораблів. Він запропонував скинути атомну бомбу на захоплені японські кораблі: «Результат вибуху повинен продемонструвати нам наскільки ефективною є атомна бомба у використанні проти гігантських військових кораблів.» 19 вересня голова Повітряних сила армії США (USAAF) генерал армії Генрі Х. Арнольд попросив ВМС США виділити десять із тридцяти восьми захоплених Японських кораблів для використання в запропонованому Мак-Махоном випробуванні.
На той час, ВМС США розвивали свій власний план, який був озвучений на прес-конференції 27 жовтня Адміралом флоту Ернестом Кінгом. В ньому брали участь від 80 до 100 цільових кораблів, більшість з яких були надлишковими кораблями США.
11 січня 1946 президент Гаррі Трумен призначив головою випробування віце-адмірала Вільяма Бленді,, який назвав ці випробування операцією Crossroads.
Під тиском армії, Бленді погодився зібрати більше кораблів ближче до епіцентру ніж того хотіли ВМС США, але відмовився виконувати вимогу старшого генерала USAAF Кертіса Лемея про те, що «кожен корабель має бути повністю заправлений паливом і амуніцією.»

## Опозиція
Щодо скасування операції Кросроудс з боку науковців і дипломатів чинився значний тиск. Науковці проєкту Манхеттен стверджували, що подальші випробування не є необхідними і є небезпечними для довкілля. Дослідники лабораторії Лос Аламос попереджали «вода поблизу поверхні вибуху буде мов вариво відьми», радіоактивною. Вчені вказували, що тест може продемонструвати живучість моряків, ігноруючи при тому вплив радіації на моряків. Тим самим Бленді відповів, що до випробувань будуть залучені тварини і залишені на деяких суднах, що тим самим спровокувало протести з боку захисників прав тварин.

## Підготовка

Всі 167 місцевих жителів були евакуйовані на 128 миль на схід на ненаселений Атол Ронгерік.

Було рекомендовано провести серію з трьох випробувань, які повинні дослідити вплив ядерної зброї на кораблі, обладнання та техніку. Полігон для випробування повинен був знаходитися на території контрольованій Сполученими Штатами. Місцеві мешканці повинні були евакуюватися, тому краще було шукати ненаселене місце, або мало населене, і як мінімум на віддалі в 300 миль (500 км) від найближчих міст. Оскільки доставити бомбу мав літак B-29, поруч повинна була бути авіабаза в межах 1000 миль (1600 км). Для того, щоб там утримувати цільові кораблі, необхідно було мати захищене місце для стоянки на якорі принаймні в 6 миль (10 км) завширшки. Ідеально, місце повинно було мати передбачувані погодні умови, без загрози холодних і сильних штормів. Передбачуваний вітер допоміг би уникнути здуванню радіоактивного матеріалу назад, на персонал який проводить випробування, а передбачувана течія океанських вод дозволила б запобігти розносу радіоактивного матеріалу в сторону судноплавних шляхів, місць ловлі риби, і населених берегів. Вирішальне значення також мали терміни, оскільки робочий склад ВМС, який необхідний був для транспортування кораблів був в даний час звільнений від активної військової служби в рамках демобілізації після Другої світової війни, а цивільні науковці, що були обізнані в атомній зброї полишали федеральну службу і переводилися на навчальні посади в коледжі.
24 січня, Бленді оголосив, що місцем для двох вибухів в 1946 Able і Baker буде лагуна Бікіні. Глибоководне випробування, Charlie, було заплановане на початок 1947, і мало відбутися в океані на захід від Бікіні. З можливих місць які також серйозно розглядалися, були Еквадорські Галапагоські острови, Бікіні пропонувалося як найбільш віддалене місце із великим захищеним узбережжям для стоянки на якорі, із не ідеальною але досить сприятливою погодою, і з невеликою кількістю населення, яке легко піддавалося перевезенню. Станом на 15 січня місце перебувало під ексклюзивним контролем Сполучених Штатів, коли президент Труман оголосив, що США є єдиним опікуном всіх островів Тихого океану, відвойованих в Японії під час війни. ВМС вивчали місця випробувань із жовтня 1945 і були готові озвучити свій вибір щодо Бікіні одразу після заяви Трумана. 6 лютого, дослідницький корабель Sumner почав вибухівкою прокладати канали через риф Бікіні у лагуну. Але місцевим жителям не було повідомлено причини.
167 жителів Бікіні дізналися про свою долю через чотири дні, в неділю, 10 лютого, коли командор ВМС США Бен Уайат, військовий губернатор Маршаллових островів, прибули на гідроплані із Кваджалейну. Посилаючись на біблійні історії, про які вони дізналися від протестантських місіонерів, він порівняв їх із «дітьми Ізраїлю, яких Господь врятував від ворога і привів у Землю Обітовану.» Він також стверджував, що це було «на благо людство і до кінця світових війн.» Жодних письмових угод не було, але він повідомив по телеграфу, що «їх місцевий вождь, якого називали королем Джуда, піднявся і сказав, що місцеві жителі Бікіні дуже горді бути частиною цієї чудової події.» 6 березня, Уайат спробував організувати зйомку реконструкції зустрічі 10 лютого, в якому Бікінці полишали свій атол. Не зважаючи на неодноразові спонукання і як мінімум сім повторів, на камеру Джуда зауважував що, «Ми готові піти. Все в руках Господніх.» Наступного дня, LST-861 перевіз їх із їхнім майном на 128 миль (206 км) на схід у безлюдний Атол Ренгерік, на постійне місце перебування. Три родини з Бікіні повернулися в 1974, але були евакуйовані знову в 1978, оскільки була зафіксована радіація в їх тілах після перебування там чотири роки і споживання місцевої їжі. Станом на 2015, атол залишається не населеним.

### Кораблі
Аби звільнити місце для кораблів, було використано 100 коротких тон (90 т.) динаміту аби прибрати виступи коралів із лагуни Бікіні. На підставі дослідження на базі Дослідного басейну Девіда Тейлора за межами Вашингтону репетиція для вибуху Baker була проведена за допомогою динаміту і модельних кораблів в ставку під назвою «Маленький Бікіні». Флот із 95 цільових кораблів був зібраний в лагуні Бікіні. У центрі цільового кластеру, щільність становила 20 кораблів на квадратну милю (7,7 на км²), від трьох до п'яти разів більша ніж дозволяла воєнна доктрина. В рамках поставленої мети не було задачі імітувати реалістичну анкеровку, а виміряти пошкодження як функцію відстані від центру вибуху, на більшій кількості різних відстаней, наскільки це можливо. На склад кораблів також вплинули розбіжності між армією і ВМС, щодо того скільки кораблів дозволити потопити в цьому дослідженні.
Цільовий флот складався із застарілих бойових кораблів США, два авіаносця, два крейсера, одинадцять ескадрених міноносців, вісім підводних човнів, велика кількість допоміжних і Десантно-висадочних судів, і три трофейні Німецькі і Японські кораблі. Кораблі несли на собі тестову кількість палива і боєприпасів, а також наукове приладдя для вимірювання атмосферного тиску, рух суден, і випромінення. На деяких цільових кораблях перебували живі тварини, які були доставлені на кораблях підтримки USS Burleson, які привезли 200 свиней, 60 морських свинок, 204 кіз, 5,000 пацюків, 200 мишей, і зерно в якому містилися комахи, для вивчення генетичного впливу Національним інститутом раку. Цільові кораблі амфібії були витягнуті на берег Атолу Бікіні.
Допоміжний флот супроводження складався з більше ніж 150 кораблів, що надавали приміщення, дослідницькі станції, робочі місця для більше ніж 42,000 людей (більше 37 000 з них були персоналом флоту) і 37 медсестер. Додатковий персонал розміщувався неподалік в атолах, як-от Еніветок і Кваджалейн. Персоналу ВМС дозволили продовжити свій строк служби на один рік аби взяти участь у випробуваннях і побачити ядерні вибухи. Острови атолу Бікіні використовувалися як інструментальні ділянки, і доки вибух Baker не забруднив їх, як місце відпочинку.

### Камери
Автопілоти для радіо керування були встановлені на вісьмох бомбардувальниках B-17, що дозволило перетворити їх на безпілотні керовані дрони на яких були встановлені автоматичні камери, детектори випромінювання, і пристрої для збору зразків повітря. Пілоти керували ними з іншого літака на безпечній відстані від зони детонації. Дрони могли здійснювати політ в радіоактивному середовищі, наприклад в середині ядерного гриба Able, який був би смертельним для членів екіпажу. Всі фотографії вибуху з землі були зняти за допомогою дистанційно-керованих камер, що були встановлені на високих вежах, зведених на декількох островах атолу. В купі, всі камери Бікіні зняли 50000 фото знімків і 1 500 000 футів (460 000 м) кінофільмів. Одна окрема камера могла знімати із швидкістю 1000 кадрів на секунду.
Перед початком першого випробування, весь персонал з цільового флоту і атолу Бікіні було евакуйовано. Вони розмістилися на кораблях супроводжуючого флоту, який розташувався подалі на 10 морських миль (19 км) на схід від атолу. Персоналу, що брав участь у випробуваннях, було видано спеціальні темні окуляри для захисту очей, але незадовго до вибуху Able було прийняте рішення, що окуляри не є ефективними. Персонал інструктували відвертатися від вибуху, закривати очі, і закривати обличчя руками для додаткового захисту. Декілька спостерігачів, які знехтували запобіжними рекомендаціями попередили інших про те, що бомба вибухнула. Більшість спостерігачів на кораблях повідомили про відчуття легкого струсу і чули трохи розчароване «пум».
26 липня 2016, Архів Національної Безпеки розсекретив і опублікував усю серію кадрів з розвідувального літака, який пролітав над зоною ядерних випробувань за декілька хвилин після того як здетонувала бомба. Кадри можна побачити на https://www.youtube.com/watch?v=9KgKrHFuhgE.

### Назви
Able і Baker — це назви перших двох літер Об'єднаного фонетичного алфавіту Армії/ВМС, що використовувалися з 1941 до 1956. Alpha і Bravo замінили їх в сучасному Фонетичному алфавіті НАТО. Charlie є третьою літерою в обох системах. За свідченням очевидців, час детонації при кожному випробуванні був оголошений як H або How, що означає година; в офіційній історії JTF-1, термін M або Mike для години використовується замість того.
Лише сім ядерних бомб існувало на липень 1946. Двома бомбами використаними у випробуванні були плутонієвими бомбами імплозійного типу Товстун, такими самими, що були скинуті на Нагасакі. Бомба Able мала нанесене трафаретом ім'я Гільда і прикрашенню фотографією з журналу Esquire акторки Ріти Гейворт, зірки фільму 1946 року, Gilda. Бомба Baker була названа Хелен із Бікіні. Ця фатально-рокова тема ядерної зброї, що поєднує в собі спокусу і руйнування, закріпилася у усіх мовах, починаючи з 1946, і стала назвою для жіночого купального костюму з двох частин — «Бікіні».
| Назва               | Дата, час (UTC)           | Місцезнаходження                                                                     | Висота              | Доставка                            | Мета        | Пристрій                | Тротиловий еквівалент | Примітки                           |
| ------------------- | ------------------------- | ------------------------------------------------------------------------------------ | ------------------- | ----------------------------------- | ----------- | ----------------------- | --------------------- | ---------------------------------- |
| Able                | 30 червня 1946 21:00:01,0 | NE Lagoon, Атол Бікіні 11°36′ пн. ш. 165°30′ сх. д. / 11.600° пн. ш. 165.500° сх. д. | 0 + 158 м (518 фут) | Вільне падіння, скидання з повітря. | Вплив зброї | Mk III "Гільда"         | 23 kt                 | [ 38 ] [ 39 ] [ 40 ] [ 41 ] [ 42 ] |
| Baker               | 24 липня 1946 21:34:59,8  | NE Lagoon, Атол Бікіні 11°36′ пн. ш. 165°30′ сх. д. / 11.600° пн. ш. 165.500° сх. д. | 0 - 27,5 м (90 фут) | Підводна                            | Вплив зброї | Mk III "Хелен з Бікіні" | 23 kt                 | [ 38 ] [ 39 ] [ 42 ]               |
| Charlie (скасоване) | 1 березня 1947            | NE Lagoon, Атол Бікіні 11°34′ пн. ш. 165°31′ сх. д. / 11.57° пн. ш. 165.51° сх. д.   | 0 - 50 м (160 фут)  | Підводна                            | Вплив зброї | Mk III                  | 23 kt                 | [ 42 ]                             |

## ВипробуванняAble

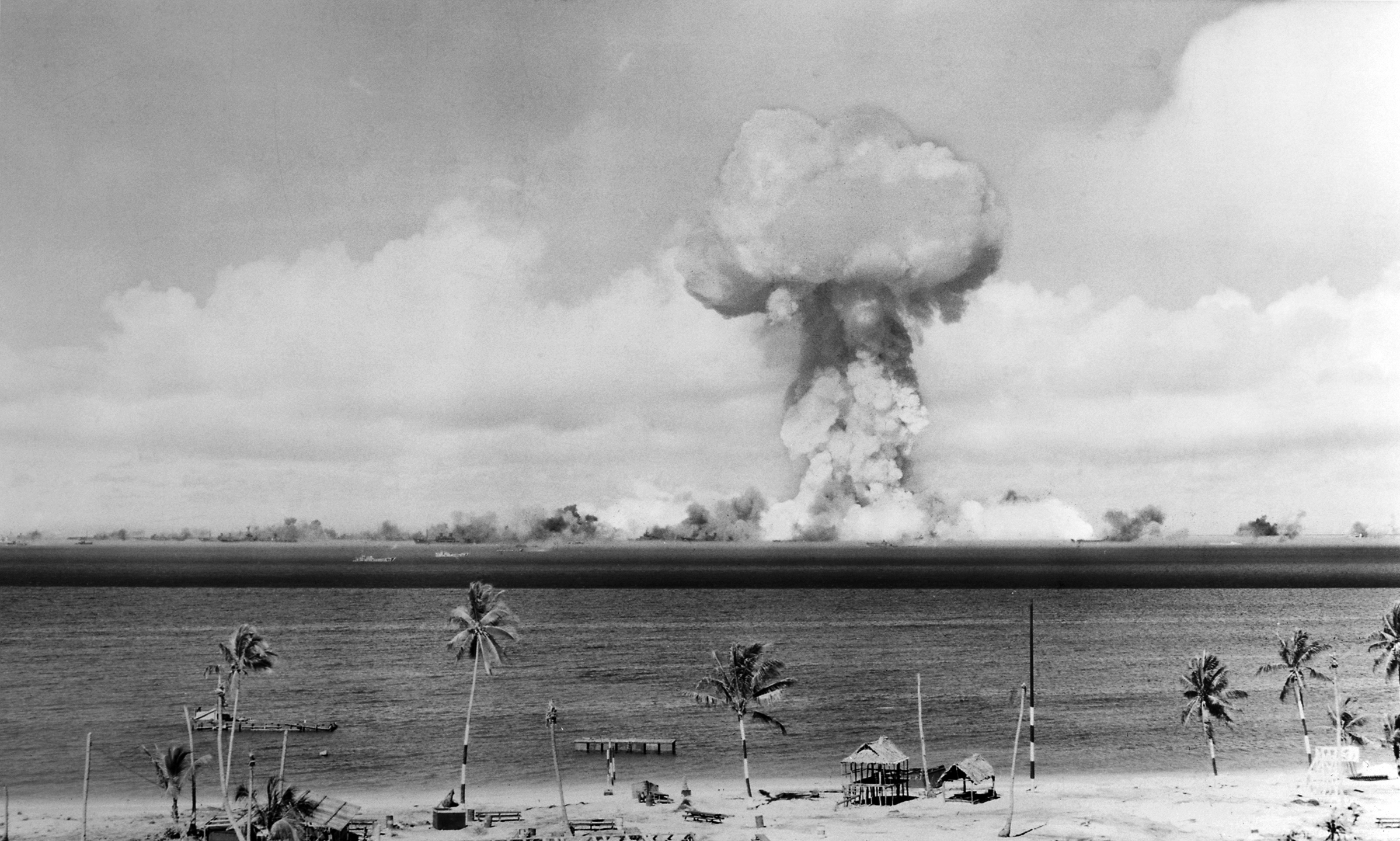
Гільда, доставлена повітрям ядерна зброя в 23-кілотони підірвана 1 липня 1946 під час вибуху Able випробування «Crossroads».

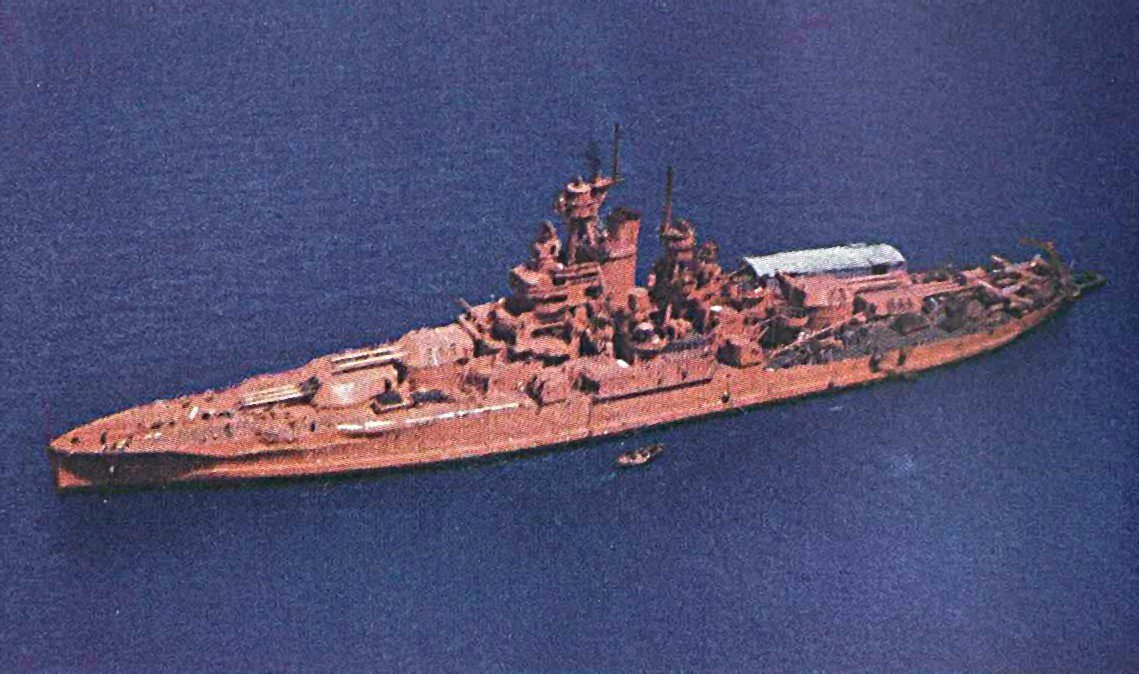
Корабель Невада пофарбований в добре помітний червоно-помаранчевий колір для атомного випробування

О 9:00 на 1 липня Гільда була скинута з літака B-29 Superfortress Dave's Dream із 509-ї Групи Бомбардувальників. Літак, раніше відомий як Big Stink, який був літаком із фотоапаратурою під час місії в Нагасакі 1945 року. Він був переназваний на честь Дейва Семпла, пілота бомбардувальника, який загинув під час випробувальної місії 7 березня 1946 р. Гільда вибухнула в 158 м над цільовим флотом, із еквівалентною тротиловою масою в 23 кілотонни. П'ять кораблів затонуло. Два транспортних судна затонули миттєво, два есмінця затонули протягом декількох годин, і один японський крейсер затонув наступного дня.
Деякі із 114 спостерігачів від преси виказали розчарування щодо ураження кораблів. The New York Times повідомляли, передчасно, що «лише два було потоплено, один перекинутий, вісім пошкоджено». Наступного дня в газеті Times приводилося пояснення виказане Секретарем ВМС США Джеймс Форрестола, що «міцні і важко броньовані кораблі важко потопити, якщо вони не отримали підводних пошкоджень».
Основною причиною меншого пошкодження кораблів ніж очікувалося було те, що бомба відхилилася від точки прицілювання на 649 м. Корабель, над яким спрямовувался бомба не було потоплено. В результаті промаху проводилося урядове дослідження над польотним екіпажем бомбардувальника B-29. Було запропоновано багато пояснень чому так сталося, включаючи добре відомі не найкращі балістичні характеристики бомби, але жодне з пояснень не було переконливим. Зображення скидування бомби були не переконливими. Був оглянутий бомбовий приціл і помилок в ньому не було знайдено. Тиквоподіні бомби скидувалися до того, але точність була достатня. Полковник Пол Тіббетс вважав, що промах був викликаний прорахунком екіпажу. Загадка так і не була вирішена остаточно. Були і інші причини, через що Able був менш вражаючим, ніж очікувалося. Спостерігачі знаходилися набагато далі від місця вибуху ніж у Випробування Триніті, а висока вологість атмосфери увібрала більшість світла і тепла від вибуху.
Лінкор USS Nevada повинен був бути цільовою точкою для вибуху Able і його пофарбували в червоний колір, із білими стволами зброї і планширами, і розмістили в центрі кластеру серед цільових кораблів. Вісім кораблів знаходилося в 400 ярдів (366 м) від нього. Якби бомба вибухнула над кораблем Невада як планувалося, принаймні дев'ять кораблів, у тому числі два лінійні кораблі і авіаносець, скоріше за все потонули б. Фактична точка детонування, на північний захід від цілі, була ближчою до воєнного транспортного корабля USS Gilliam (APA-57), в набагато менш заповнених водах.

### Цільовий массив кораблів
| # | Назва                    | Тип                   | Ярдів від нуля |
| - | ------------------------ | --------------------- | -------------- |
| 5 | USS Gilliam (APA-57)     | Транспортний          | 50             |
| 9 | Японський крейсер Сакава | Японський крейсер     | 420            |
| 4 | USS Carlisle (APA-69)    | Транспортний          | 430            |
| 1 | USS Anderson (DD-411)    | Ескадрений міноносець | 600            |
| 6 | USS Lamson (DD-367)      | Ескадрений міноносець | 760            |

| #  | Назва                      | Тип                   | Ярдів від нуля |
| -- | -------------------------- | --------------------- | -------------- |
| 40 | USS Skate (SS-305)         | Підводний човен       | 400            |
| 12 | YO-160                     | Заправний корабель    | 520            |
| 28 | USS Independence (CVL-22)  | Авіаносець            | 560            |
| 22 | USS Crittenden (APA-77)    | Транспортний          | 595            |
| 32 | USS Nevada (BB-36)         | Лінкор                | 615            |
| 3  | USS Arkansas (BB-33)       | Лінкор                | 620            |
| 35 | USS Pensacola (CA-24)      | Крейсер               | 710            |
| 11 | ARDC-13                    | Плаваючий сухий док   | 825            |
| 23 | USS Dawson (APA-79)        | Транспортний          | 855            |
| 38 | USS Salt Lake City (CA-25) | Крейсер               | 895            |
| 27 | USS Hughes (DD-410)        | Ескадрений міноносець | 920            |
| 37 | USS Rhind (DD-404)         | Ескадрений міноносець | 1,012          |
| 49 | LST-52                     | LST                   | 1,530          |
| 10 | USS Saratoga (CV-3)        | Авіаносець            | 2,265          |

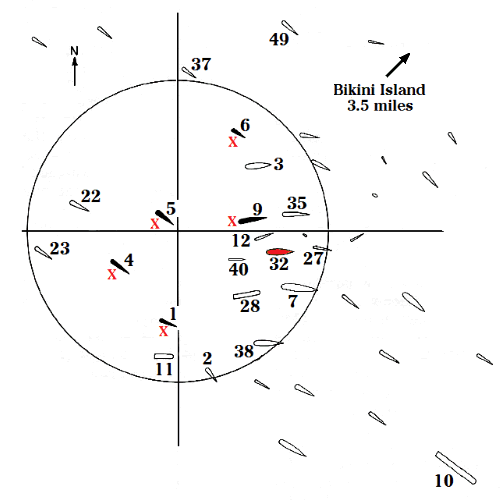
Масив цільових кораблів в лагуні Бікіні для вибуху Able операції «Crossroads». Поливна цільових кораблів була за межами зони цієї мапи. П'ять червоних поміток X це п'ять кораблів, які потонули. Таблиці (праворуч) містять ключ до номерів судів. Коло, з радіусом в 1000 ярдів (914 м) від точки детонації, окреслює область серйозного ушкодження кораблів. «Наміченим яблучком» для бомби був корабель #32, лінійний корабель USS Невада, який було пофарбовано в червоний колір, щоб допомогти бомбардиру. Бомба приземлилася ближче до корабля #5, воєнний транспортний корабель USS Гілліам. Всі підводні човни були на поверхні.

На додаток до п'яти потоплених кораблів, чотирнадцять були оцінені як такі, що зазнали серйозних ушкоджень або гірші, здебільшого через ударну хвилю тиску повітря від вибуху бомби. Всі крім трьох знаходилися в межах 1000 ярдів (914 м.) від центру детонації. В межах цього радіусу, фактором вкладу в силу ударної хвилі була орієнтація бомби. наприклад, корабель #6, есмінець USS Lamson, який затонув, був далі ніж ті кораблі, які залишилися на плаву. Lamson був на відстані бортового залпу від вибуху, прийнявши всю силу на лівий борт, в той час як сім найближчих кораблів були пришвартовані кормою в сторону вибуху, таким чином захищаючи вразливу частину корпусу.
Єдиним кораблем, що знаходився в радіусі 1000 ярдів (914 м.), який зазнав помірного, а не серйозного ушкодження, був стійкий японський лінійний корабель «Наґато», судно #7, чия строга орієнтація відносно вибуху дала йому деяку міру захисту. Хоча, не відремонтовані пошкодження внаслідок Другої світової війни могли вплинути на аналіз пошкоджень. Як корабель, з якого відбувалося командування нападу на Перл-Гарбор, «Наґато» розмістили поряд з центром, аби гарантувати його знищення. Бомба Able не влучила в ціль, і символічне потоплення відбулося через три тижні, після другого вибуху Baker.
Серйозне ушкодження корабля #10, авіаносця USS Saratoga, який знаходився за більше ніж 1 милю (1,6 км) від вибуху, відбулося через пожежу. За метою випробування, всі кораблі несли на собі деяку кількість пального і ordnance, а також літаки. На палубах більшості кораблів знаходилися гідроплани, які можна було опускати в воду за допомогою крану, але «Саратога» ніс на собі декілька літаків із дуже уразливим авіаційним паливом, як на палубі так і в ангарах нижче. Пожежу було погашено і «Саратогу» залишили на плаву для використання в випробуванні Baker.

### Радіація

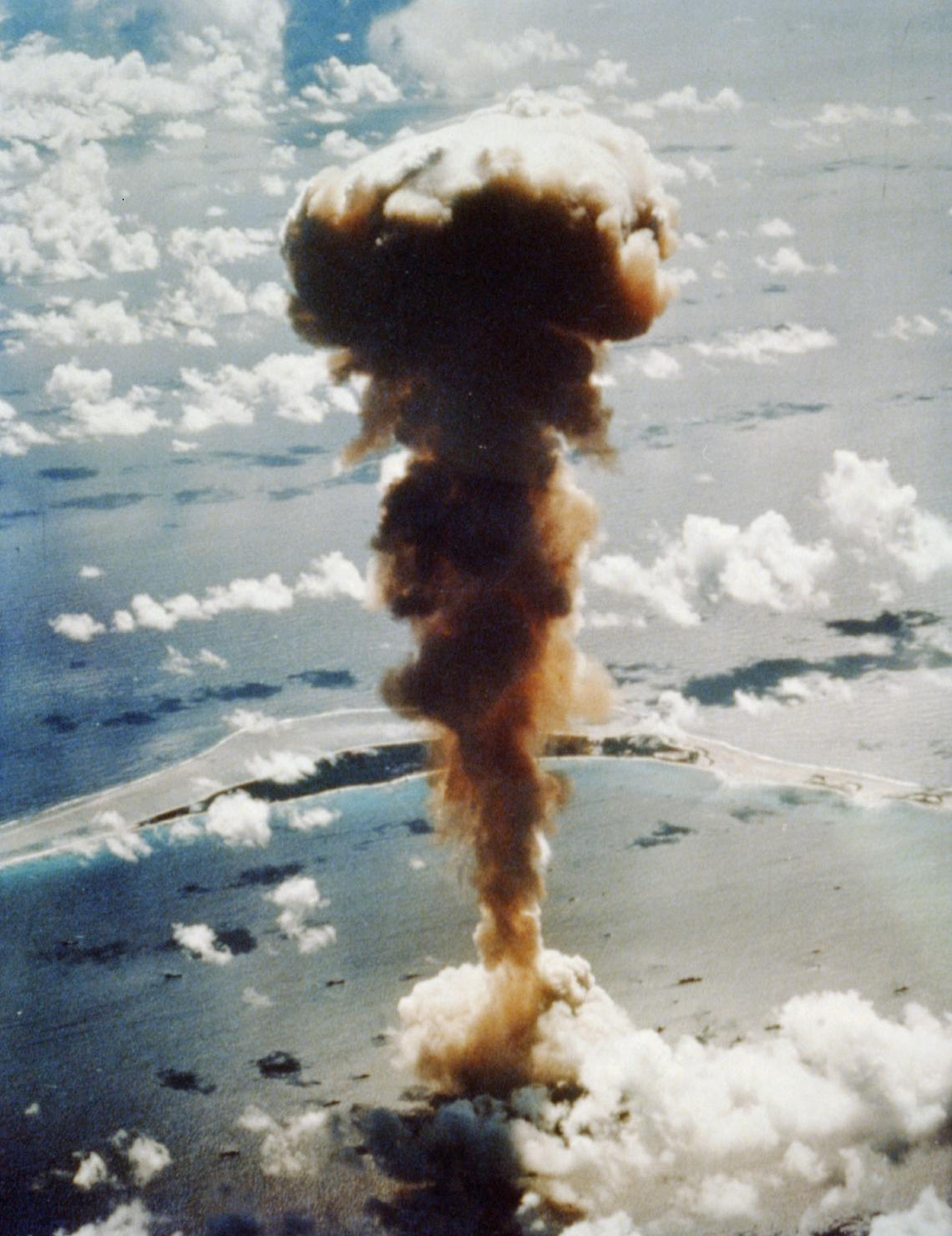
Вид з повітря на грибоподібну хмару вибуху Able, що здіймається з лагуни, острів Бікіні видно на задньому плані. Хмара несла радіоактивне забруднення в стратосферу.

Як при вибуху бомби Малюк (Хіросіма) і Товстун (Нагасакі), вибух Able був повітряним вибухом. Її навмисно підірвали досить високо в повітрі, щоб не допустити перетворення матеріалів на поверхні в вогняні кулі. Висота розриву в першому ядерному випробуванні Трініті, в Нью-Мексиці 16 липня 1945, становила 100 футів (30 м); пристрій було змонтовано на вежі. Утворився кратер в 6 футів (1,8 м) глибиною і 500 футів (150 м) завширшки, а також були невелике радіоактивне зараження. Тест проводився в таємниці, а світ в цілому нічого не знав про радіоактивне зараження в той час. Аби відбувся справжній повітряний вибух без локального зараження, висота вибуху Трініті повинна була становити 580 футів (180 м). У результаті повітряного вибуху продукти радіоактивного поділу здіймаються в стратосферу і стають частиною глобального, а не локального, середовища. Повітряні вибухи офіційно описувалися як, такі в яких відбувається „само-очищення.“ Від вибуху Able не було значного локального радіоактивного зараження.

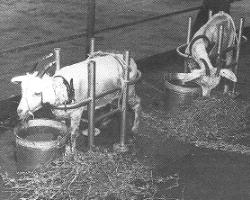
Тварини навмисно обмежувалися в русі на кораблях операції Crossroads. Козел #53, прив'язаний таким чином на палубі корабля Nevada, загинув від радіоактивного випромінення через два дні після вибуху Able.

Відбувся інтенсивний короткий вибух [уточнити], що тривав декілька секунд. Багато із кораблів поруч отримали дози нейтронного і гамма випромінення, які були б летальними для будь-кого на кораблі, але кораблі самі по собі не стали радіоактивними. Нейтронна активація матеріалів корабля оцінювалася як незначна проблема за стандартами того часу. Було знайдено одного моряка із корабля підтримки USS Haven, який „спав під душем із гамма випромінення“ від металу нелегального сувеніра, який він узяв із цільового корабля. Нейтрони епіцентру вибуху зробили його радіоактивним. Протягом дня всі вцілілі цільові кораблі були перероблені. Перевірка кораблів, відновлення обладнання, і транспортування і переміщення кораблів для випробування Baker відбувалося за графіком.
П'ятдесят сім морських свинок, 109 мишей, 146 свиней, 176 козлів, і 3,030 білих пацюків були розміщені на 22 цільових кораблях в місцях типового перебування людей. 35 % тварин загинули і були поховані через три місяці після вибуху: 10 % були вбиті вибухом, 15 % були вбиті радіацією, і 10 % були вбиті дослідниками в рамках наступних досліджень. Найвідомішою з тварин що вижили була свиня № 311, яку , як повідомлялося, знайшли плаваючою в лагуні після вибуху і її привезли назад у Смітсонівський національний зоопарк. Таємниче рятування свині № 311 викликало деякий жах, водночас про це продовжували помилково повідомляти. Однак дослідження показало, що вона не плавала в океані і не врятувалася від вибуху; скоріше за все, вона була в безпеці під час випробування і перебувала на кораблі спостереження, таким чином була відсутня на своєму посту на кораблі Сакава і приблизно в той же самий час було виявлено інших свиней, що вижили.
Високий процент виживання експериментальних тварин частково пояснюється імпульсною природою випромінення. Так само як і в двох катастрофічних випадках в Лос Аламос, що відбувалися раніше, із вибухом заряду-демона, жертви які були близько до нього отримали смертельну дозу опромінення і загинули, ті що знаходилися далі видужали і вижили. Крім того, всі миші навмисно були розміщені за межами очікуваної летальної зони, аби дослідити можливі процеси мутації наступних поколінь.
Хоча бомба Able не потрапила точно в ціль, Невада, що знаходилася приблизно в під милі, не змогла затопити або забруднили броненосець, але екіпаж не вижив би. Козел № 119, прив'язаний в середині бойової башти і захищений броньованою плитою, отримав достатню дозу радіації, через яку і загинув через чотири дні внаслідок променевої хвороби і прожив на два дні довше ніж козел № 53, який був на палубі корабля, не захищений нічим. Якби Невада  мала б на борту повну команду, вона скоріше за все стала б плавучою домовиною, і дрейфувала б мертвою у воді через відсутність екіпажу. У теорії кожна незахищена ділянка корабля отримала випромінювання в 10,000 Бер (100 Зіверт) початкового ядерного випромінення від спалаху. Тому, люди, що знаходилися б далеко в середині корабля отримали б на 90 % зменшену дозу радіації, але все одно це була б летальна доза в 1,000 Бер.

## ВипробуванняBaker

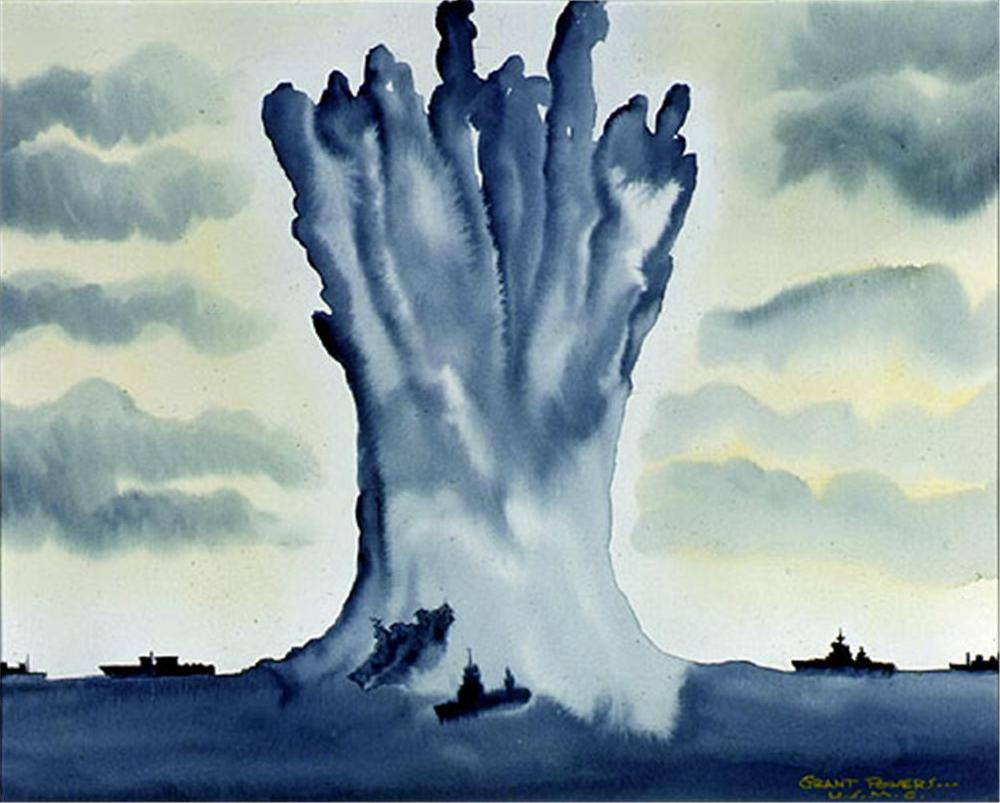
«Броненосець Арканзас який здіймається гігантським стовпом», акварель Гранта Паверса, USMC, 1946

В рамках тесту Baker 25 липня, зброя була закріплена під низом десантного корабля LSM-60, який був закріплений в центрі поміж цільового флоту. Baker вибухнула на глибині 90 футів (27 м) під водою, на половині глибини до дна в 180 футів (55 м) глибиною. Години за позначеннями How/Mike становили 08:35. Жодної ідентифікованої частини корабля LSM-60 не було знайдено; було припущення, що він випарувався в вогневому епіцентрі вибуху. Десять кораблів було потоплено,, включаючи Німецький важкий крейсер Принц Євген, який затонув в грудні, через п'ять місяців після випробування, оскільки радіоактивність не дозволила виконати ремонт витоку в корпусі.
Фотографії Baker є унікальними серед інших зображень ядерних вибухів. Приголомшливий, засліплюючий спалах, який як правило заважає відбувся під водою і був ледве помітний. Чітке зображення кораблів на передньому і задньому плані дає відчуття масштабу. Велика хмара Вілсона і вертикальний стовбур води є відмінними рисами вибуху Baker. Одне з зображень показує мітку де знаходився 27,000-тонний корабель USS Arkansas.
Як і під час вибуху Able, всі кораблі які залишилися на плаву в радіусі 1 000 ярдів (914 м) від епіцентру вибуху були серйозно пошкоджені, але цього разу руйнівна сила прийшла знизу, від тиску води, а не повітря. Основною відмінністю між двома вибухами було радіоактивне забруднення цільових кораблів вибухом Baker. Незалежно від степені пошкодження, лише дев'ять суден, що пережили вибух Baker були згодом знезаражені і продані на металобрухт. Решта були потоплені в морі, після того як спроби знезаразити їх були невдалими.

### Цільовий масив кораблів дляBaker
| #  | Назва                   | Тип                | Ярдів від поверхні нуля |
| -- | ----------------------- | ------------------ | ----------------------- |
| 50 | USS LSM-60              | Амфібія            | 0                       |
| 3  | USS Arkansas            | Лінкор             | 170                     |
| 8  | USS Pilotfish           | Підводний човен    | 363                     |
| 10 | USS Saratoga            | Авіаносець         | 450                     |
| 12 | YO-160                  | Заправний корабель | 520                     |
| 7  | Японський лінкор Наґато | Лінкор             | 770                     |
| 41 | USS Skipjack            | Підводний човен    | 800                     |
| 2  | USS Apogon              | Підводний човен    | 850                     |
| 11 | ARDC-13                 | Сухий док          | 1,150                   |

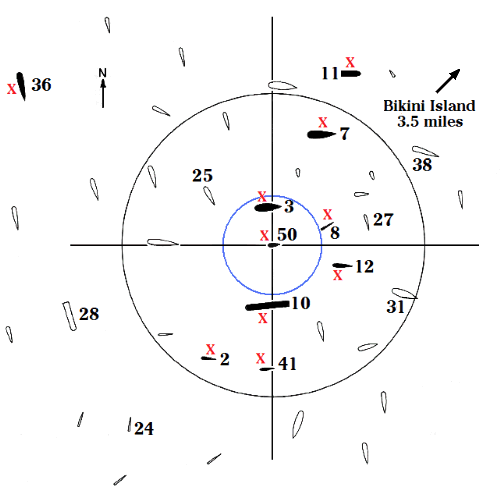
Масив цільових кораблів в лагуні Бікіні для випробування Baker в рамках операції Crossroads. Половина цільових кораблів знаходилися за межами приведеної на мапі області. Десять червоних поміток X вказують кораблі які затонули. Таблиця приводить розшифровку приведеним на мапі числовим позначенням. Чорне коло із радіусом в 1000 ярдів (914 м) від точки детонації, окреслює зону серйозного пошкодження кораблів. Синє коло, з радіусом в 300 ярдів (302 м), окреслює межі не глибокого підводного кратера, який утворився внаслідок вибуху, а також зовнішню окружність піднятої води, яка охоплювала корабель USS Arkansas.

Німецький важкий крейсер Prinz Eugen, корабель #36, пережив обидва вибухи Able і Baker, але був занадто забруднений радіацією, аби усунути в ньому течу. У вересні 1946 р. його буксирували на атол  Кваджалейн, де він був пришвартований на мілководді 22 грудня 1946, через п'ять місяців після вибуху Baker. Він залишається там і досі, із піднятими в повітря лопатями бортового гвинта.
Підводний човен USS Skipjack був єдиним затонулим кораблем, який було успішно піднято з дна Бікіні. Його відбуксирували до Каліфорнії де він знову затонув, як цільовий корабель берегової охорони, два роки по тому.

Три інші кораблі, всі у тонучому стані, були відтягнуті на берег Бікіні і посаджені на мілину: військовий транспортний корабель USS Fallon, судно #25; ескадрений міноносець USS Hughes, судно #27; і підводний човен USS Dentuda, судно #24. Човен Dentuda, був зануреним у воду (таким чином уник великої ударної хвилі) і знаходився за межами зони в 1000 ярдів, і таким чином уник серйозного радіоактивного забруднення та пошкодження і був успішно очищений, відремонтований і повернений на службу.

### Послідовність подій вибуху
Вибух Baker викликав настільки багато незвичайних феноменів, що через два тижні по тому проводилася конференція з метою стандартизації номенклатури та визначення нових термінів для користування в описах і аналізі. Підводна вогняна куля мала форму швидко зростаючої газової бульбашки, яка проштовхувалася через воду, утворюючи надзвукову гідравлічну ударну хвилю, яка роздавлювала корпуси кораблів, що знаходилися навколо. Зрештою вона сповільнилася до швидкості звуку у воді, що становить одну милю на секунду (1600 м/с), в п'ять разів швидше за швидкість звуку в повітрі. На поверхні ударну хвилю було видно як провідний край стрімко розширюваного кільця темної води, що називається «плямою», через схожість з нафтовою плямою. Близько за цією плямою було візуально більш драматичне, але менш руйнівне висвітлення білої водяної поверхні, що називається «розломом».
Коли діаметр газової бульбашки зрівнявся із глибиною води, 180 футів (55 м), вона зіштовхнулося із морським дном і поверхнею води одночасно. На дні вона почала виривати неглибокий кратер, що врешті-решт став 30 футів (9 м) в глибину і 2 000 футів (610 м) завширшки. На поверхні, вона підіймала воду вгору у вигляді «розбризканого куполу», який проривався через поверхню як гейзер. Час, що минув після детонації, становив чотири мілісекунди.
Протягом першої повної секунди, бульбашка що розширювалася повністю усунула всю воду в радіусі 500-футів (152 м) і підняла в повітря два мільйони тон розбризканої води і піску з морського дна. З тим як бульбашка збільшилась до розмірів 2 500 футів за секунду (762 м/с), вона розтягнула розпилювальний купол в порожнистий циліндр або розпилювальний стовбур води, який так і назвали «стовп», 6 000 футів (1 829 м) заввишки і 2 000 футів (610 м) завширшки, із стінами товщиною в 300 футів (91 м).
Як тільки цей пузир досяг повітря, він спричинив надзвукову атмосферну ударну хвилю, яка як і розлом, була скоріше більш драматичною візуально ніж руйнівною. Короткий низький тиск за ударною хвилею спричинив миттєву появу туману який огортав стовп що розвивався і формував «Хмару Вілсона», що також називається «хмарою конденсації», укриваючи його від виду за дві секунди. Хмару Вілсона на початку мала форму напівсфери, розширювалася у форму диску, який здіймався з води розкриваючи повністю сформований стовбур фонтану, потім розпався у формі пончика і зник. Вибух Able також утворив хмару Вілсона, але тепло від вогняної кулі висушило її набагато швидше.
Коли хмара Вілсона зникла, верхівка стовбура стала мати вигляд «кольорової капусти», і вся вода в стовпі і в квітці капусти рухалася вниз, назад в лагуну. Хоча він нагадував форму хмари, верхівка вже більше була схожа на гейзер, в якому вода перестає рухатися вверх і починає падати. Не було хмари в формі гриба; нічого не здіймалося в стратосферу.

Вибух Baker, показує білий поверхневий "розлом" під кораблями, і верхівку порожнистої колони гейзеру, що проступає через напівсферичну хмару Вілсона. Пляж острова Бікіні на задньому плані.
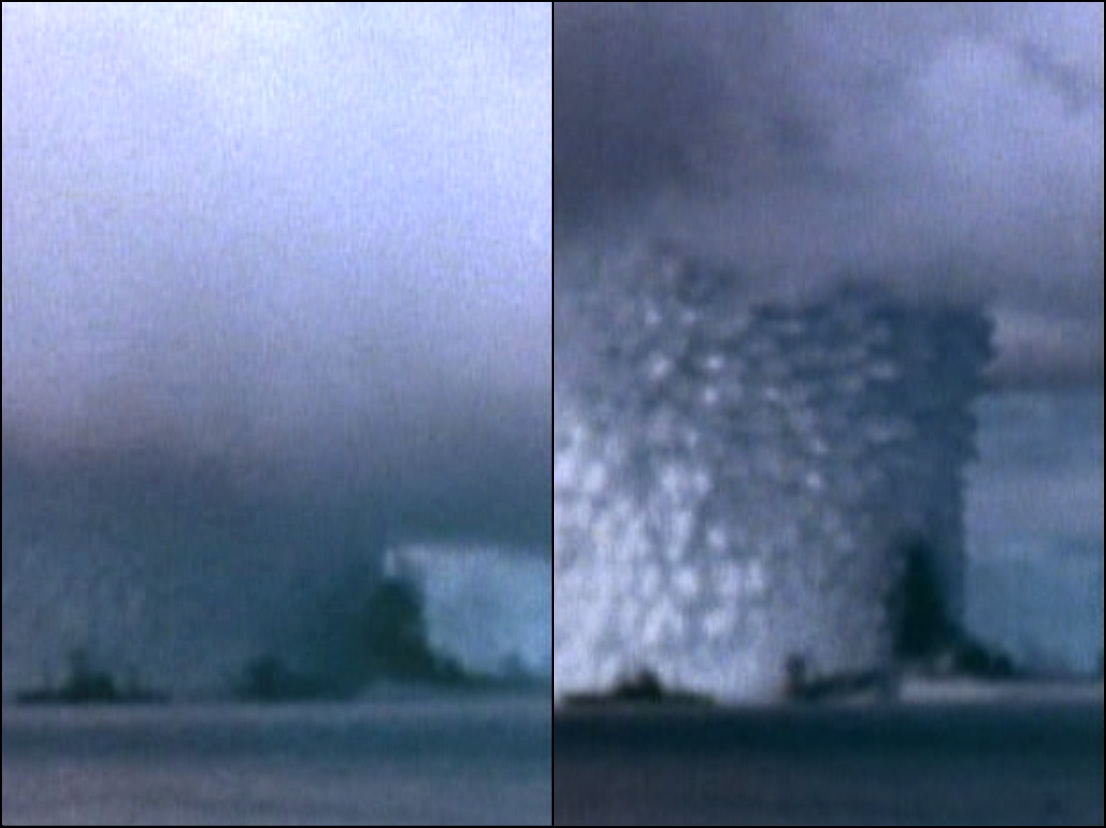
Хмара Вілсона піднімається, виявляючи вертикальний чорний об'єкт, за розміром більший, ніж кораблі на передньому плані, який більшість спостерігачів вважали верхівкою корабля Арканзас
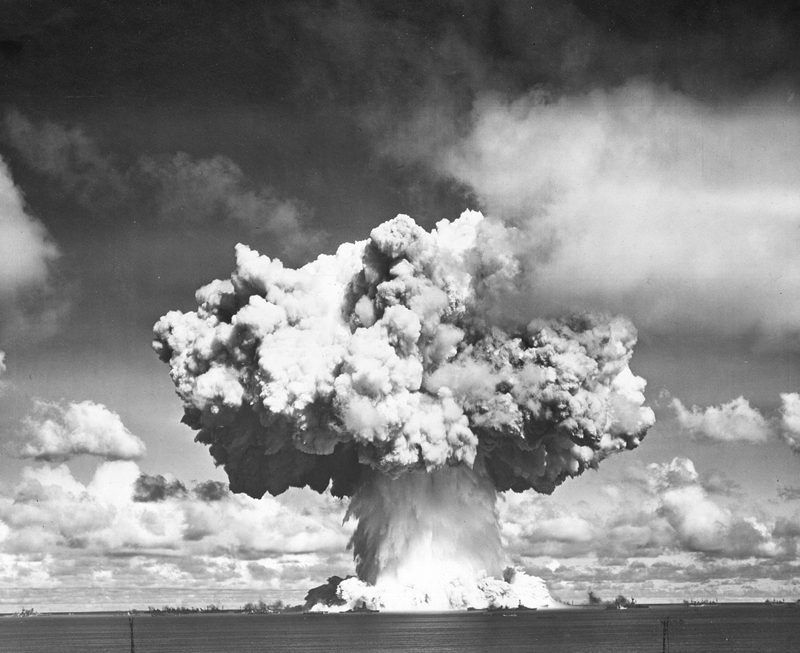
Хмара Вілсона випарувала розкривши верхівку стовпа водяного спрея. Дві мільйони тон водяного спрею падають назад в лагуну. Радіоактивний приплив від вибуху рухається в сторону кораблів.

Тим часом, вода з лагуни, яка рухнула назад у простір звільнений піднятим газовим бульбахом, спричинила початок цунамі, яке підняло кораблі при проходженні під ними. На 11 секунді після детонації, перша хвиля була в 1,000 футах (305 м.) від нульової поверхні і висотою в 94 фути (29 м). До того моменту, коли воно досягло узбережжя острова Бікіні, на відстані 3,5 милі (6 км), це вже було дев'ять хвиль висотою в 15 футів (5 м) при зіткненні з берегом, які викинули десантні засоби на пляж і закидали їх піском.
Через дванадцять секунд після детонації, падаюча вода із стовпа почала утворювати «базову хвилю» в 900-футів (274 м.) висотою і нагадувала туман внизу великого водоспаду. На відміну від водяної хвилі, базова хвиля прокотилася над, а не під кораблями. Із всіх ефектів дії бомби, ця хвиля мала найбільші наслідки для більшості цільових судів, оскільки вона покрила їх радіоактивним забрудненням, яке не можна було усунути.

### Радіоактивність продукту поділу
Baker був першим ядерним вибухом, який відбувся достатньо близько до поверхні аби залишити по собі радіоактивні продукти ядерного поділу в місцевому довкіллі. Вибух не був «самоочищувальним.» В результаті відбулося радіоактивне забруднення лагуни і цільових кораблів. Хоча воно було передбачене, воно спричинило набагато більше проблем ніж очікувалося.
В результаті вибуху Baker утворилося близько 3 фунтів (1,4 кг) продуктів поділу. Ці продукти поділу були сильно перемішані із двома мільйонами тон спрею води і піску з морського дна, які були підняті у стовбур і квіткоподібну верхівку, а потім зрушилися вниз у лагуну. Більшість його залишилися в лагуні і розмістилися на дні або були рознесені морем і течією в середині лагуни викликаною хвилями і вітром.
Невелика частка забрудненого спрею була викинута назад у повітря при базовому сплеску. На відміну від хмари Вілсона, цей метеорологічний феномен в чистому повітрі, базова хвиля була важким скупченням туману із радіоактивного серпанку який прокотився по всім цільовим кораблям, покриваючи їх поверхні продуктами поділу. Коли серпанок в базовій хвилі випарувався, базова хвиля стала не видима але продовжувала рухатись геть, забруднюючи кораблі що знаходилися в декількох милях від точки детонації.
Безпілотні човни були першими суднами, що зайшли в лагуну. Обладнання на їх борту дозволили зробити виміри радіоактивності дистанційним шляхом. Коли кораблі підтримки ввійшли в лагуну для оцінки, очищення забруднення і рятувальної діяльності, вони уникали руху по тим гарячим точкам води в лагуні, що були зафіксовані безпілотними човнами. Стандарт допустимої дози опромінення персоналу був такий самий як і в Мюнхенському проєкті: 0,1 рентген в день. Через це обмеження, на палуби лише п'яти самих віддалених цільових кораблів можна було ступити в перший день. Найближчі човни поливалися солоною водою і протипожежними сумішами із пожежних суден ВМС. Перше таке поливання зменшило радіоактивність вдвічі, але наступні спроби відмити кораблі таким чином були не ефективними. Для більшості кораблів, довелося очікувати доки не відбулося очищення від радіоактивності після розпаду радіоізотопів із коротким терміном життя; пройшло десять днів як змогли висадитися на останній з цільових кораблів.
В перші шість днів після Baker, коли рівень радіації був найбільшим, 4,900 людей висаджувалися на цільові кораблі. Моряки намагалися вичищати радіоактивність щітками, водою, милом і каустичною содою. Нічого не допомагало, за винятком абразивної обробки до чистого металу.
| Силуети кораблів на фоні хмари серпанку від падаючої води. |
| Коли падала колона гейзеру, радіоактивний "базовий сплеск," який нагадував димку серпанку в низу водоспаду, наближається до цільових кораблів. Корабель на передньому плані (зліва) це японський лінкор Наґато в 725 футів (221 м) довжиною. |

| Аерофотографія показує як пожежний корабель поливає зі шлангів палубу корабля. |
| У значній мірі неефективна спроба відмити забруднення від базового сплеску, пожежний човен ВМС поливає зі шлангів корабель USS New York радіоактивною водою з лагуни. Цей корабель був за зоною вище приведеної мапи. |

| Моряки відмивають палубу корабля. |
| Моряки відмивають німецький крейсер Принц Євген щітками, водою, милом, і каустичною содою. Через п'ять місяців цей корабель залишався занадто радіоактивним, що не дозволило відремонтувати течу, і він затонув. |

### Тестові тварини
У випробуванні Baker брали участь лише свині і пацюки. Всі свині і більшість пацюків загинули. Минуло декілька днів як моряки змогли ступити на палубу кораблів де знаходилися тварини; за цей час накопичена доза гамма опромінення, що утворювалося завдяки продуктам поділу стала смертельною для тварин. Оскільки доля тварин привернула багато інтересу з боку громадськості щодо операції Crossroads, в вересні Бленді публічно заявив, що смерть від радіації не була болісною: «Тварина просто знемагає і видужує або помирає безболісною смертю. Страждання серед тварин в цілому було не значним.» Це твердження звісно було не правдою. В той час як добре задокументовані страждання Гаррі Дагліана і Луї Слотіна під час їх смерті від радіоактивного ушкодження в Лос Аламос досі трималося в секреті, було багато повідомлень про смерть від радіації в Хіросімі і Нагасакі, які не були безболісними. В 1908, доктор Чарльз Аллен Портер заявив у своєму науковому дослідженні, «агонія запальних рентгенівських уражень майже не має нічого подібного при будь-яких інших відомих хворобах.»

### Викликана радіоактивність
Вибух Baker викинув в середовище в двічі більше вільних нейтронів, ніж це було в попередніх подіях. При поділі плутонію утворюється, в середньому, 2,9 нейтронів, більшість з яких витрачається на утворення подальшого поділу, доки не зупиниться ділення і залишкові не залучені нейтрони вивільняються. У результаті повітряного вибуху більшість цих нейтронів у середовищі поглинаються перегрітим повітрям, яке здіймається в атмосферу, разом із продуктами поділу і недієвим плутонієм. У підводному вибуху Baker нейтрони поглиналися морською водою з лагуни.
Із чотирьох основних елементів морської води — водню, кисню, натрію, і хлору — лише натрій приймає на себе інтенсивну, короткотривалу радіоактивність з додаванням одного ядра нейтрона: звичайний натрій-23 стає радіоактивним натрієм-24, із напіврозпадом в 15-годин. Через шість днів його інтенсивність падає тисячократно, але в наслідку першого напіврозпаду виникає висока початкова інтенсивність випромінення. Іншими ізотопами, що утворюються із морської води є: водень-3 із водня-2, кисень-17 із кисню-16, і хлор-36 із хлору-35, і деякі мікроелементи, але через малу поширеність або короткотривалу інтенсивність (тривалий період напіврозпаду) їх вважали незначними в порівнянні із натрієм-24.

## ВипробуванняCharlie

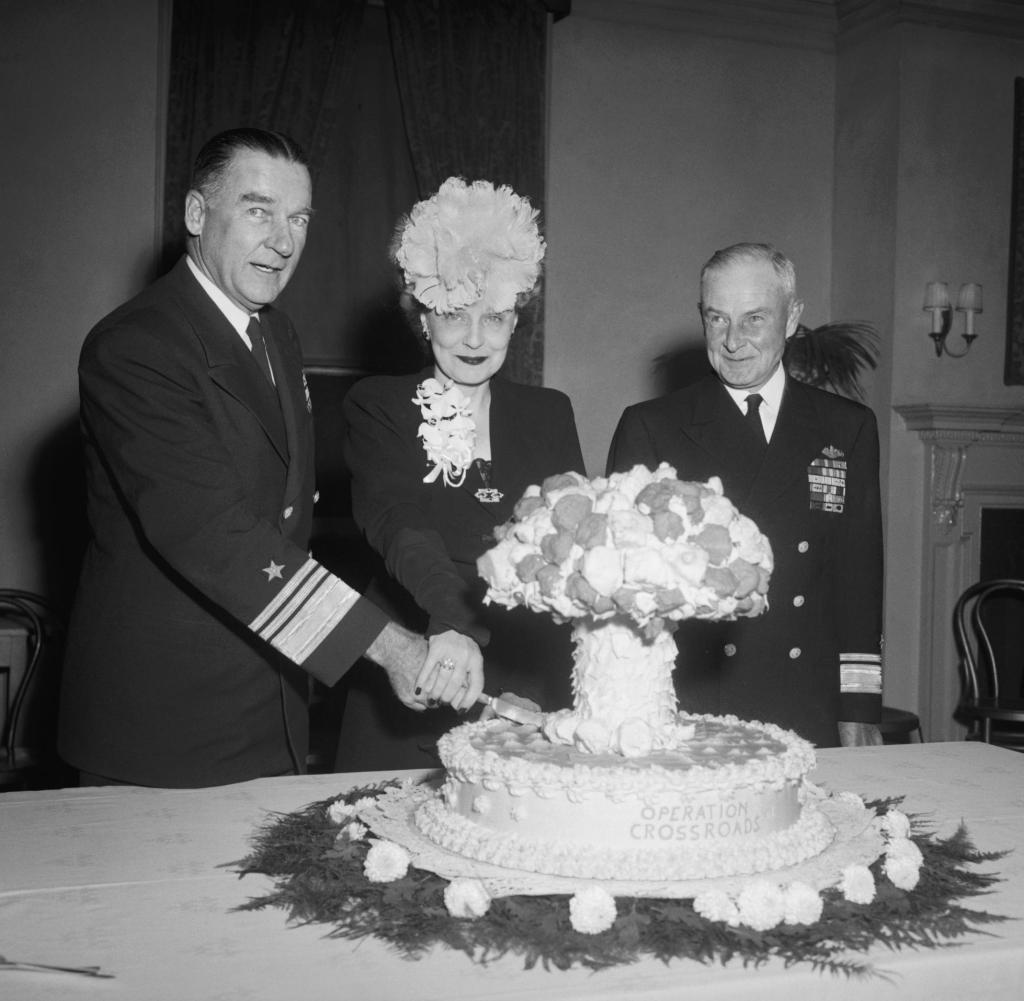
Бленді і його дружина розрізають торт з написом «Операція Crossroads» в формі радіоактивного гейзеру Baker, в той час як за цим спостерігає контр-адмірал Frank J. Lowry 7 листопада 1946. Сумнівний смак дизайну торту не уник критичних коментарів.

Випробувальний персонал програми спочатку планував провести випробування Charlie на початку 1947. Вони хотіли здійснити вибух глибоко під поверхнею в укритті атолу аби дослідити вплив ядерної зброї на глибіні на не пришвартовані кораблі. Непередбачувані затримки в процесі знезараження цільових кораблів після випробування Baker привело до нестачі необхідного технічного персоналу від участі в допомозі із Charlie а також призвело до того, що не було достатньої кількості знезаражених цільових кораблів для випробування Charlie. Персонал з озброєння воєнно-морських сил вирішив, що випробування було менш гостро необхідним ніж те, що весь арсенал армії США мав лише кілька робочих зразків ядерної зброї і відмінив випробування. Офіційною озвученою причиною відміни Charlie було те, що співробітники програми вважали його не потрібним завдяки успіху випробувань Able і Baker. Випробування впливу на глибині океану, яке планувалося в Charlie було здійснено дев'ять років після того в рамках Операції Вігвам.

## Бікіні після операції Crossroads
167 жителів Бікіні, яких було переселено на атол Ронгерік перед проведенням випробування Crossroads на новому місці не змогли назбирати достатньої кількості їжі або наловити достатньо риби аби нагодувати себе в новому середовищі. ВМС США залишили їжу і воду, чого було достатньо на декілька тижнів і згодом не змогли повернутися своєчасно. В січні 1947, відвідувачі Ронгеріка повідомили про те, що місцеві жителі страждають від недоїдання, що потенційно може призвести до голодування до липня, і були виснажені станом на січень 1948. В березні 1948 вони були евакуйовані до Кваджалейна, а потім у листопаді переселилися на інший безлюдний острів, Кілі, в листопаді. Маючи площу лише в третину квадратної милі, Кілі становить одну шосту площі, яку мав їх рідний Бікіні, і що важливіше, не має ні лагуни ні захисної гавані. Не маючи змогу практикувати свою рідну культуру з риболовлі в лагуні, вони стали залежними від доставки їжі кораблями. Чотири сотні їх нащадків сьогодні живуть на декількох островах і в зарубіжних країнах.
Бажання місцевих жителів повернутися на Бікіні було відкладено на невизначений термін рішенням влади США завдяки рішенню відновити ядерні випробування в 1954. Протягом 1954, 1956, і 1958 років на Бікіні було підірвано ще 21 ядерну бомбу, загальним тротиловим еквівалентом 75 мегатонн, або еквівалентно ще трьом тисячам вибухів аналогічних вибуху Baker. Лише один з них був повітряним вибухом, в 3,8 мегатонн під час випробування Redwing Cherokee. Повітряний вибух привів до забруднення великої території, але поверхневі вибухи призвели до інтенсивного локального зараження. Перше випробування після Crossroads було найбруднішим: 15 мегатонний вибух Bravo із Операції Castle проведено] 1 березня 1954, яка була найбільшим за обсягом випробуванням в США. Радіоактивне забруднення від вибуху Bravo призвело до променевої хвороби у жителів островів Бікіні, які жили на атолі Ронгелап.
Короткострокова спроба жителів Бікіні повернутися в період з 1974 до 1978 була перервана, коли почалися проблеми із здоров'ям від радіоактивності їжі, яку вони споживали, і вони були евакуйовані з атолу знову. Спортивні дайвери, які відвідують Бікіні для пірнання серед уламків повинні вживати завезену їжу. Місцева влада вирішила заборонити практику спортивного пірнання в лагуні Бікіні в 2008, а пірнальний сезон 2009 було скасовано через досить високі витрати на пальне, ненадійне обслуговування авіаперевезень на острів, та зниження витрат на утримання фонду островів Бікіні. Після вдалої спроби в жовтні 2010, місцева влада видала ліценцію єдиному організатору пірнальних експедицій до примарного затопленого ядерного флоту на атолі Бікіні з 2011. Авіаносець USS Saratoga є самою популярною принадою місцевого спортивного туризму.

## Нотатки
1. ↑  Третє випробування «Charlie», яке було призначене на 1 березня 1947, відмінене.